# LSWR C8 class
LSWR C8 class — первый из типов пассажирских 2-2-0 паровозов для вождения экспрессных поездов, спроектированный Дугалдом Драммондом для Лондонской и Юго-Западной железной дороги в 1898 году. Денди Маршалл характеризует их как консервативную конструкцию, в целом аналогичную паровозам, спроектированным Драммондом для Каледонской дороги, приводит их номера 290—299 и параметры паровой машины: диаметр цилиндра 18 дюймов при ходе поршня 26 дюймов. Кассерлей утвержлает, что C8 были чрезвычайно похожи на Caledonian Railway 66 class.
На паровозах использован котёл, аналогичный LSWR M7 и LSWR 700 и тендер от 700 class, позднее заменённый драммондовским тендером на двух двухосных тележках. Огневая коробка котлов оказалась маловата, и паропроизводительность котлов была на этих паровозах недостаточной. Тип не оснащался перегревателем. Тем не менее, паровозы прослужили до списания от 35 до 40 лет. В ноябре 1898 года паровоз № 291 вёл поезд великого князя Сергея Александровича из Виндзорского замка в Дувр.
| Год  | На начало года | Списано | Номера            |
| ---- | -------------- | ------- | ----------------- |
| 1933 | 10             | 2       | 290, 294          |
| 1934 | 8              | 0       | —                 |
| 1935 | 8              | 4       | 291, 293, 295-296 |
| 1936 | 4              | 2       | 292, 297          |
| 1937 | 2              | 1       | 299               |
| 1938 | 1              | 1       | 298               |